# David Benatar
David Benatar   (Sud-àfrica, 1966) és un filòsof sud-africà. És conegut sobretot per la seva defensa de l'antinatalisme al llibre Better Never to Have Been: The Harm of Coming into Existence (2006), en el qual argumenta que l'arribada a l'existència és un dany greu, independentment dels sentiments de l'ésser existent una vegada creat i, en conseqüència, sempre és moralment incorrecte crear més éssers sensibles.

## Biografia
Benatar és fill de Solomon Benatar, un especialista en salut global que va fundar el centre de bioètica de la Universitat de Ciutat del Cap. Va estudiar a la Universitat de Ciutat del Cap, on va rebre una llicenciatura i un Philosophiæ doctor. Benatar és professor de filosofia i director del centre de bioètica de la Universitat de Ciutat del Cap. També és membre del consell editorial de la revista Journal of Controversial Ideas.
Benatar és vegà i ha participat en debats sobre veganisme. Ha argumentat que els humans són «responsables del sofriment i la mort de milers de milions d'altres humans i animals no humans. Si aquest nivell de destrucció fos causat per una altra espècie, recomanaríem ràpidament que no hi haguessin nous membres d'aquesta espècie». També ha argumentat que l'esclat de malalties zoonòtiques, com la pandèmia COVID-19, sovint és el resultat de com els humans maltracten els animals.
Benatar és ateu i ha afirmat que no vol tenir fills. És ètnicament jueu i ha criticat la regressive left d'institucions com la Universitat de Ciutat del Cap per crear un entorn hostil als jueus. També ha criticat la República de Sud-àfrica per la seva voluntat creixent de distanciar-se de les democràcies liberals i acomodar-se a les autocràcies, i en particular ha criticat els sud-africans que simpatitzen amb Hamàs.
Benatar és autor d'una sèrie d'articles d'ètica mèdica àmpliament citats, com ara «Between Prophylaxis and Child Abuse» (The American Journal of Bioethics) i «A Pain in the Fetus: Toward Ending Confusion about Fetal Pain» (Bioethics). El seu treball s'ha publicat en revistes com Ethics, Journal of Applied Philosophy, Social Theory and Practice, American Philosophical Quarterly, QJM: An International Journal of Medicine, Journal of Law and Religion i British Medical Journal.
Nic Pizzolatto, creador i escriptor de la sèrie de telelvisió True Detective, ha citat Better Never to Have Been de Benatar com a influència, juntament amb Nihil Unbound de Ray Brassier, The Conspiracy Against the Human Race de Thomas Ligotti, Confessions of an Antinatalist de Jim Crawford i In the Dust of This Planet d'Eugene Thacker.

## Pensament

### Asimetria entre dolor i plaer
Benatar argumenta que hi ha una asimetria crucial entre les coses bones i les dolentes, com ara el plaer i el dolor, la qual cosa significa que seria millor que els humans no haguessin nascut:
1. La presència de dolor és dolenta
2. La presència del plaer és bona
3. L'absència de dolor és bona, encara que ningú no gaudeixi d'aquest bé
4. L'absència de plaer no és dolenta tret que hi hagi algú per a qui aquesta absència sigui una privació[17]

#### Implicacions per a la procreació
Benatar argumenta que portar algú a l'existència genera experiències tant bones com dolentes, dolor i plaer, mentre que no fer-ho no genera ni dolor ni plaer. L'absència de dolor és bona, mentre que l'absència de plaer no és dolenta. Per tant, l'elecció ètica es pondera a favor de la no procreació. A continuació planteja altres quatre asimetries relacionades que considera plausibles:
1. Tenim l'obligació moral de no crear persones infelices i no tenim cap obligació moral de crear persones felices. La raó per la qual pensem que hi ha una obligació moral de no crear persones infelices és que la presència d'aquest patiment seria dolenta (per als que pateixen) i l'absència de patiment és bona (encara que no hi hagi ningú per gaudir de l'absència de patiment). Per contra, la raó per la qual creiem que no hi ha cap obligació moral de crear persones felices és que encara que el seu plaer els seria bo, l'absència de plaer quan no surtin a l'existència no serà dolenta, perquè no hi haurà ningú a qui se li privarà d'aquest bé.
2. És estrany esmentar els interessos d'un infant potencial com a motiu pel qual decidim crear-los, i no és estrany esmentar els interessos d'un infant potencial com a motiu pel qual decidim no crear-los. Que l'infant sigui feliç no és una raó moralment important per a crear-los. Per contra, que l'infant pugui ser infeliç és una raó moral important per a no crear-los. Si fos el cas que l'absència de plaer és dolenta encara que algú no existeixi per experimentar la seva absència, llavors tindríem una raó moral important per a crear un fill i crear el màxim de fills possible. I si no fos el cas que l'absència de dolor és bona encara que algú no existeixi per experimentar aquest bé, llavors no tindríem una raó moral significativa per a no crear un fill.
3. Algun dia podem lamentar el bé d'una persona l'existència de la qual estava condicionada a la nostra decisió, que la vam crear: una persona pot ser infeliç i la presència del seu dolor seria una cosa dolenta. Però mai no ens lamentarem pel bé d'una persona l'existència de la qual estava condicionada a la nostra decisió, que no la vam crear: una persona no serà privada de la felicitat, perquè mai no existirà, i l'absència de la felicitat no serà dolenta, perquè no hi haurà ningú a qui es privarà d'aquest bé.
4. Sentim tristesa pel fet que en algun lloc hi ha gent i pateix, i no sentim tristesa pel fet que en algun lloc la gent no va néixer en un lloc on hi ha gent feliç. Quan sabem que en algun lloc la gent va néixer i patir, sentim compassió. El fet que en alguna illa o planeta desert, les persones no hagin existit i pateixin és bo. Això es deu al fet que l'absència de dolor és bona fins i tot quan no hi ha algú que estigui experimentant aquest bé. D'altra banda, no sentim tristesa pel fet que en alguna illa o planeta desert, la gent no va néixer i no és feliç. Això és perquè l'absència de plaer només és dolenta quan algú existeix per ser privat d'aquest bé.

### Avaluació poc fiable dels humans de la qualitat de vida
Benatar planteja la qüestió de si els humans estimen incorrectament la veritable qualitat de la seva vida i ha citat tres fenòmens psicològics que creu que són responsables d'això:
1. Tendència a l'optimisme: tenim una perspectiva positivament distorsionada de les nostres vides en el passat, el present i el futur.
2. Adaptació: ens adaptem a les nostres circumstàncies, i si empitjoren, la nostra sensació de benestar es redueix en previsió d'aquelles circumstàncies perjudicials, segons les nostres expectatives, que solen estar divorciades de la realitat de les nostres circumstàncies.
3. Comparació: jutgem les nostres vides comparant-les amb les dels altres, ignorant els negatius que afecten a tothom per centrar-nos en diferències específiques. I a causa del nostre biaix d'optimisme, sobretot ens comparem amb els més desfavorits, per sobreestimar el valor del nostre propi benestar.

I conclou:
| « | Els fenòmens psicològics anteriors no són sorprenents des d'una perspectiva evolutiva. Militen contra el suïcidi i a favor de la reproducció. Si les nostres vides són tan dolentes com encara suggereixo que ho són, i si la gent fos propensa a veure aquesta veritable qualitat de les seves vides pel que és, podria estar molt més inclinada a suïcidar-se, o almenys a no produir més vides. El pessimisme, doncs, acostuma a no ser seleccionat de manera natural. | » |

### Discriminació contra homes i nens
El llibre de BenatarThe Second Sexism: Discrimination Against Men and Boys (2012) examina diverses qüestions relacionades amb la misàndria i els aspectes negatius imposats socialment a la identitat masculina. No pretén atacar o disminuir les idees del feminisme, sinó més aviat il·luminar l'existència paral·lela de discriminació sistèmica i cultural contra els homes i els nens. En una ressenya del llibre, el filòsof Simon Blackburn considera que «Benatar sap que és probable que aquests exemples s'enfrontin a la incredulitat i la burla, però té cura d'argumentar les seves afirmacions amb dades empíriques», i a través d'aquest llibre, mostra que «si massa sovint és difícil ser dona, de vegades també és difícil ser un home, i això hauria de menar a la simpatia universal i la justícia social per a tothom, independentment del gènere». En una altra ressenya, el filòsof Iddo Landau elogia l'obra com «un llibre ben argumentat que presenta una tesi poc ortodoxa i la defensa amb habilitat», coincidint amb Benatar que «per a fer front al segon sexisme fins ara ignorat, no només hem de reconèixer-lo, sinó també dedicar-hi una investigació filosòfica».